# 다FTP
다FTP(DaFTP)는 대한민국의 휴먼 토크 주식회사가 개발한 서버 클라이언트 프로그램이다.